# 8-й стрелковый корпус (2-го формирования)
8-й Эстонский стрелковый корпус (8ск) — общевойсковое оперативно-тактическое соединение (стрелковый корпус) РККА СССР во время Великой Отечественной войны.
Сформирован 25 августа 1942 года по предложению партийных и государственных органов Эстонской ССР как национальное формирование, на базе 7-й и 249-й эстонских стрелковых дивизий.
Личный состав корпуса был укомплектован бывшими офицерами эстонской армии, жителями Эстонской ССР, а также эстонцами, проживавшими в СССР до 1940 года, советскими партийными работниками, эвакуировавшимися в начале войны вглубь Советского Союза и служащими истребительных батальонов, сформированных летом 1941 года из добровольцев-жителей Эстонии. В составе корпуса около 80 % составляли этнические эстонцы, 20 % — русские, украинцы, белорусы, евреи и др.
Для передачи боевого опыта в состав корпуса была включена 19-я гвардейская стрелковая дивизия (в мае 1943 года 8-му корпусу был передан 221-й танковый полк «За Советскую Эстонию» (эст. "Nõukogude Eesti eest"), летом 1944 года — авиационная эскадрилья (авиаэскадрилья) «Тазуя» (эст. Tasuja) из 14 самолётов У-2. По состоянию на 10 ноября 1942 года, личный состав 8-го Эстонского стрелкового корпуса, насчитывал 32 463 человека.

## Командование
- генерал-майор Пэрн, Лембит Абрамович (с 25 августа 1942 по 28 июня 1943 года);
- генерал-майор Лукас, Иван Маркович (с 28 июня по 25 июля 1943 года), врид;
- генерал-лейтенант Пэрн, Лембит Абрамович (с 25 июля 1943 года - 17 сентября 1944 - по ?)[1]

## Боевой путь
В действующей армии в составе Калининского, Ленинградского и 2-го Прибалтийского фронтов в разное время 916 дней. В непосредственном соприкосновении с противником соединения и части корпуса за это время находились в течение 344 дней.
Корпус вёл наступательные бои в течение 123 дней, из них в Великолукской операции − 37 дней, в боях за освобождение Эстонии (Нарвской, Таллинской и Моонзундской операциях) — 69 дней, в боях в Курляндии — 17 дней. В Нарвской и Таллинской операциях соединения и части корпуса вступали в бои с войсками эстонской дивизии СС.
На 17 сентября 1944 года входил в состав 2 УА.
Части и соединения корпуса участвовали в освобождении девяти городов: Великих Лук, Невеля, Новосокольников, Нарвы, Калласте, Муствеэ, Таллина, Хаапсалу, Курессааре, пяти портов: Рохукюла, Виртсу, Куйвасту, Роомасааре и Кихельконна. Всего корпусом освобождено до 4 100 населённых пунктов.

## Награды
Одна дивизия, шесть полков и один дивизион корпуса стали орденоносными. Пять раз в честь соединения и частей корпуса салютовала Москва. Корпус получил почётное наименование «Таллинский». Величайшим признанием заслуг корпуса был приказ Народного комиссара (Наркома) обороны СССР от 28 июня 1945 года о переименовании его в 41-й гвардейский Эстонский Таллинский стрелковый корпус.
Государственными наградами (орденами и медалями) награждено 20 042 бойца, сержанта, офицера и генерала, среди которых несколько человек удостоено звания Героя Советского Союза.
Всего в корпусе воевали 9 Героев Советского Союза: А. К. Мери, Г. И. Гиндреус, А. А. Аллик, Н. Н. Матяшин, А. Г. Репсон, И. А. Башманов, Я. М. Кундер, Л. А. Кульман и Э. Ю. Тяхе (впоследствии лишённый звания).

## Состав
- 7-я Эстонская стрелковая дивизия
- 249-я Эстонская стрелковая дивизия
- 1-й Эстонский отдельный запасной стрелковый полк[эст.]
- 87-я отдельная бомбардировочная ночная авиационная эскадрилья «Тазуя»[4]

## Знаменитые солдаты и офицеры корпуса

Танкисты 221-го отдельного танкового полка «За Советскую Эстонию» у танка Т-34-76. Учения 8-го Эстонского стрелкового корпуса в районе Кингисеппа, середина 1944 года

- Ару, Карл Иванович — генерал-майор артиллерии, командующий артиллерией корпуса.
- Валгре, Раймонд — эстонский композитор и музыкант.
- Боговский, Павел Александрович — учёный, онколог-патоморфолог.
- Желнин, Георгий Александрович — учёный-геодезист.
- Куусберг, Пауль Аугустович — эстонский и советский писатель.
- Лахт, Уно (известен также под псевдонимом Ону Таль) — эстонский поэт, прозаик и публицист.
- Макаров, Михаил Георгиевич — доктор философии, заведующий кафедры Тартуского университета[5].
- Мери, Арнольд Константинович — помощник начальника политотдела корпуса по комсомольской работе, эстонский государственный и общественно-политический деятель.
- Пуста, Август Августович[эст.], полковник, комиссар корпуса[1][6].
- Тийдус, Харди[эст.] — эстонский тележурналист.
- Шульц, Генрих Львович — эстонский работник культуры, организатор международных фестивалей.

## 8-й Эстонский стрелковый корпус в литературе и кинематографе
- Эстонский писатель Пауль Куусберг написал роман «Два „я“ Энна Кальма», в котором повествуется о боевом пути бойцов 3-го отделения 1-го взвода 7-й роты 8-го Эстонского стрелкового корпуса. Действие романа происходит в период от Великолукской операции ноября 1942 — января 1943 года до ночного боя 8 октября 1944 года у деревни Техумарди, являвшегося частью Моонзундской десантной операция 1944 года. По мотивам романа в 1968 году на киностудии «Таллинфильм» был снят художественный фильм «Люди в солдатских шинелях».
- Эстонский писатель Юхан Пеэгель написал роман-фрагментарий «Я погиб в первое военное лето». На русский язык он был переведён в 1990 году. Создана также аудиокнига на русском языке.
- «1944» — военная драма (киностудия Taska Film, Эстония/Финляндия).